# Unió Sindical Obrera
La Unió Sindical Obrera (USO) és una central sindical espanyola independent de partits polítics, organitzacions governamentals i empresarials, fundada en els anys 50 en nuclis cristians obrers.

## Història
L'any 1961 es va aprovar la carta fundacional i va crear-se definitivament la Unió Sindical Obrera. Cinc anys més tard es va fundar la Unió Sindical Obrera de Catalunya (USOC), omplint el buit creat per la desaparició de les centrals sindicals tradicionals que a Catalunya havien tingut molta força abans de la guerra. Va tenir una important presència vers la Transició amb lluites reivindicatives a empreses, sectors i moviments socials que treballaven per la democràcia, i per reconstruir el moviment sindical independent i autònom de tot orgue de poder i partits polítics.
El 1977, coincidint amb la seva legalització, amb el fracàs d'Unitat Socialista i Izquierda Democrática, partits als que havia donat suport a les Eleccions generals espanyoles de 1977, una gran part de l'organització, denominada USO histórica encapçalada per José María Zufiaur es va fusionar amb UGT, mentre que la USO renovada mantenia les sigles, rebutjant l'oferiment de Nicolás Sartorius d'integrar-se en Comissions Obreres, L'entrada al sindicat d'independents, estratègia defensada per Manuel Zaguirre Cano i establerta en el VII Consell Confederal de març 1978, va tenir resultats favorables en els primers mesos però va significar una dretanització del sindicat, que en poder ser aprofitada pel govern per aconseguir una negociació menys costosa per a les qüestions laborals, va provocar que finalment el sector radical, una gran part de la seva militància i encapçalat per Josep Maria Corell Martí, es va integrar en Comissions Obreres 1980. De resultes, l'USO es va debilitar notablement.
Zaguirre fou el seu Secretari General durant 25 anys, des que va obtenir el càrrec amb 28 anys després de l'escissió cap a la UGT de la majoria de la militància. Al VII Congrés (13 d'abril del 2002) Zaguirre es va retirar, i va crear-se-li el càrrec de President Honorific, bo i conservant el de vicepresident de la Confederació Mundial del Treball (CMT). El va succeir Benito López González, fins aleshores Secretari General d'USO-Canarias, que va ser Secretari General fins al desembre de 2005 en què es va celebrar el VIII Congrés de l'USO, en què el va substituir Julio Salazar Moreno, elegit en 2006 en una votació en què va obtenir el 93,9% dels vots dels 425 delegats presents, i en 2017 per Joaquín Pérez Da Silva.
Al cicle d'eleccions sindicals de 2019 fou el tercer sindicat amb més delegats escollits (2.557, el 4,8%).
Com a fet diferencial, l'USO és l'únic sindicat d'àmbit nacional que té una Caixa de Resistència i Solidaritat (CRS), per vetllar pels interessos econòmics dels seus afiliats en casos de vaga, sancions professionals, tancaments patronals o acomiadaments sindicals, i demostra el seu caràcter solidari amb la seva ONGD, Sotermun (Solidaritat amb els Treballadors del Tercer Món).
Ha comptat amb sindicalistes destacats com Francisco Giménez Bautista i Jordi Sansalvador Garrido

## Òrgans Confederals
- Comissió Executiva Confederal
- Comitè Confederal
- Consell Confederal
- Congrés Confederal
- Comissió Confederal de Garantia

L'Octubre de 2005, l'USO es va integrar a la Confederació Europea de Sindicats (CES). També des de la CMT, en l'actualitat està participant en la creació d'una Gran Central Sindical Mundial, que fusionaria l'actual CMT i la CIOSL.